# 曹勱
陳留王曹勱（？—358年12月1日），譙國譙縣人，曹操玄孫，晉朝二王後之一。

## 生平
西晉末，住在魏郡鄴城的陳留王亡於戰亂，陳留國絕。東晉咸和元年（326年）十月，封曹操玄孫曹勱為陳留王，以紹魏。
咸和五年（330年），晉成帝下詔築造新宮，於是尚書臺下符給曹勱，命其派役夫築城。散騎常侍、侍中荀奕反駁此舉，認為曹勱身為晉室之賓不應承擔夫役。主事的尚書張闓、尚書僕射孔愉只同意减少曹勱所派役夫的人數，但遭到了荀奕的再次反駁。最終，皇帝聽從荀奕的意見，下詔免除了曹勱派役夫築城的任務。
曹勱疾病積年，上表請求罷免其二王後的身份，於是皇帝下詔朝議。博士曹耽認為宜罷免，而王彪之則反對罷免。最終，皇帝聽從王彪之之議，未罷免曹勱。
升平二年十月乙丑（358年12月1日），曹勱去世。

## 兒子
- 曹恢：襲封陳留王[5]